# إحصائيات شرب الكحوليات بشراهة
ينتشر شرب الكحوليات بشراهة بشكل أكبر بين الرجال عن النساء. وُجد بين الطلاب في الولايات المتحدة أن ما يقرب من 50% من الرجال و39% من النساء يشربون الخمر بشراهة.
توجد اختلافات عنصرية بين الشرب بشراهة من ذوي الأصول الأسبانية ثم الأشخاص البيض الذين لديهم أعلى مستوى من الشرب بشراهة. يمتلك الأفراد من أصل أفريقي بمستوى أقل من الشرب بشراهة يليهم هؤلاء ذوو الأصول الأسيوية. في حالة الآسيويين، قد يكون المستوى المنخفض للشرب بنهم بسبب وجود جين الألدهيد ديهيدروجينيز (ALDH2، الموجود على الكروموسوم 12) في كثير منهم (ولكن ليس بأي حال الغالبية العظمى) مما يؤدي إلى سوء التمثيل الغذائي للكحول الذي يؤدي للآثار الضارة الشديدة مثل احمرار الوجه.
يعتبر الرجال أكثر عرضة لشرب الخمر بشراهة (ما يصل إلى 81 % لدى الرجال) أكثر من النساء. كما أن الرجال يُعتبرون أكثر عرضةً لتطويرالاعتماد على الكحول من النساء. ويعتبر الأشخاص الذين يعانون من متماثل الزيجوت بالنسبة لجين ALDH2 هم أقل عرضة للإصابة بالشرب بشراهة بسبب الآثار الضارة الشديدة التي تحدث حتى مع وجود كميات معتدلة من استهلاك الكحول.

## الأمريكتان

### كندا
تعد معدلات الشرب بشراهة في كندا مماثلة للولايات المتحدة، وتشبه معظم الولايات المتشابهة جغرافيا التي تحدها. فعلى سبيل المثال، وُجد أن 29% من الأشخاص الذين تتراوح أعمارهم بين 15 و19 عامًا (35% ذكور، و22% إناث) و37% من عمر 20 إلى 24 عامًا (47% ذكور، و17.9% إناث) يتناولون 5 مشروبات أو أكثر في المرة الواحدة، أي 12 مرة أو أكثر في السنة في الفترة بين 2000-2001.
في الجامعة، يعتبر شرب الخمر شائعًا بشكل خاص خلال الأسبوع الأول من التوجيه، والمعروف باسم «أسبوع الصداع». وجدت أول دراسة معروفة على الإطلاق تقارن أنماط الشرب لدى طلاب الجامعات الكندية والأمريكية الذين تقل أعمارهم عن 25 عامًا (في عامي 1998 و1999 على التوالي) أنه على الرغم من أن الطلاب الكنديين كانوا أكثر عرضة للشرب، إلا أن الطلاب الأمريكيين يشربون أكثر بشكل عام.
تم تعريف «تعاطي الكحول بكثرة» على أنه يشتمل عادة على 5/4 مشروب أو أكثر في الأيام التي يشرب فيها الشخص خلال الثلاثين يومًا الماضية (في الجامعات الأمريكية) أو 2-3 أشهر (في الجامعات الكندية). ومن بين شاربي العام الماضي، شارك 41% و35% من الطلاب الأمريكيين والكنديين على التوالي في تلك الدراسة. ومن بين العينة الكلية للدراسة، كانت النسبة 33% و30% على التوالي. وشملت الاختلافات عدم وجود فجوة بين الجنسين في كندا مقارنةً بأمريكا، بالإضافة لوجود بعض الاختلافات المرتبطة بالعمر. تجاوز الكنديون الأميركيين في تعاطي الكحوليات المبلغ عنه حتى سن 19 (وخاصة بين نسبة 1% من الطلاب دون سن 18)، وعندها بدأ الأمريكيون في تجاوز الكنديين، وخاصةً بين الفئة العمرية التي تقع بين 21 و 22 عامًا. وبعد سن 23، لم يعد هناك فرق كبير. يبلغ السن القانوني لاستهلاك الخمر في كندا 18 أو 19 عامًا على حسب المقاطعة.
كما توجد لعبة لشرب الكحول تشيع نسبياً بين المتزلجين الكنديين تُعرف «بالعصي السحرية»، حيث يقوم الشاربون بتجميع كومة من علب البيرة الفارغة الخاصة بهم إلى العلبة التي يشربون منها حاليًا. يأتي الاسم من حقيقة أنه عندما يصبح المكدس طويلًا بما فيه الكفاية، فإنه يشبه طاقم المعالج.

### الولايات المتحدة الأمريكية

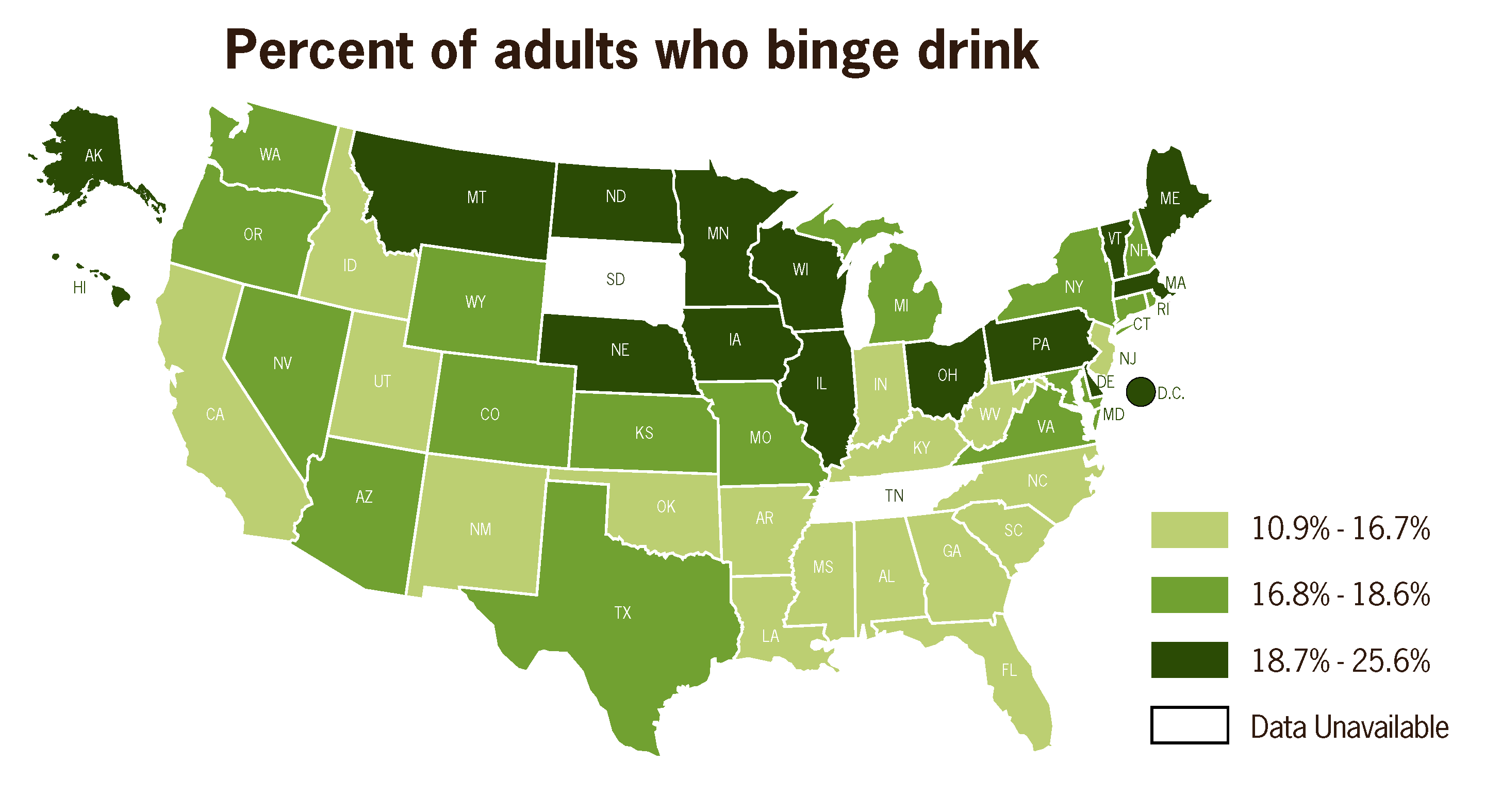
النسبة المئوية للبالغين الذين يشربون بشراهة في الولايات المتحدة في عام 2010.

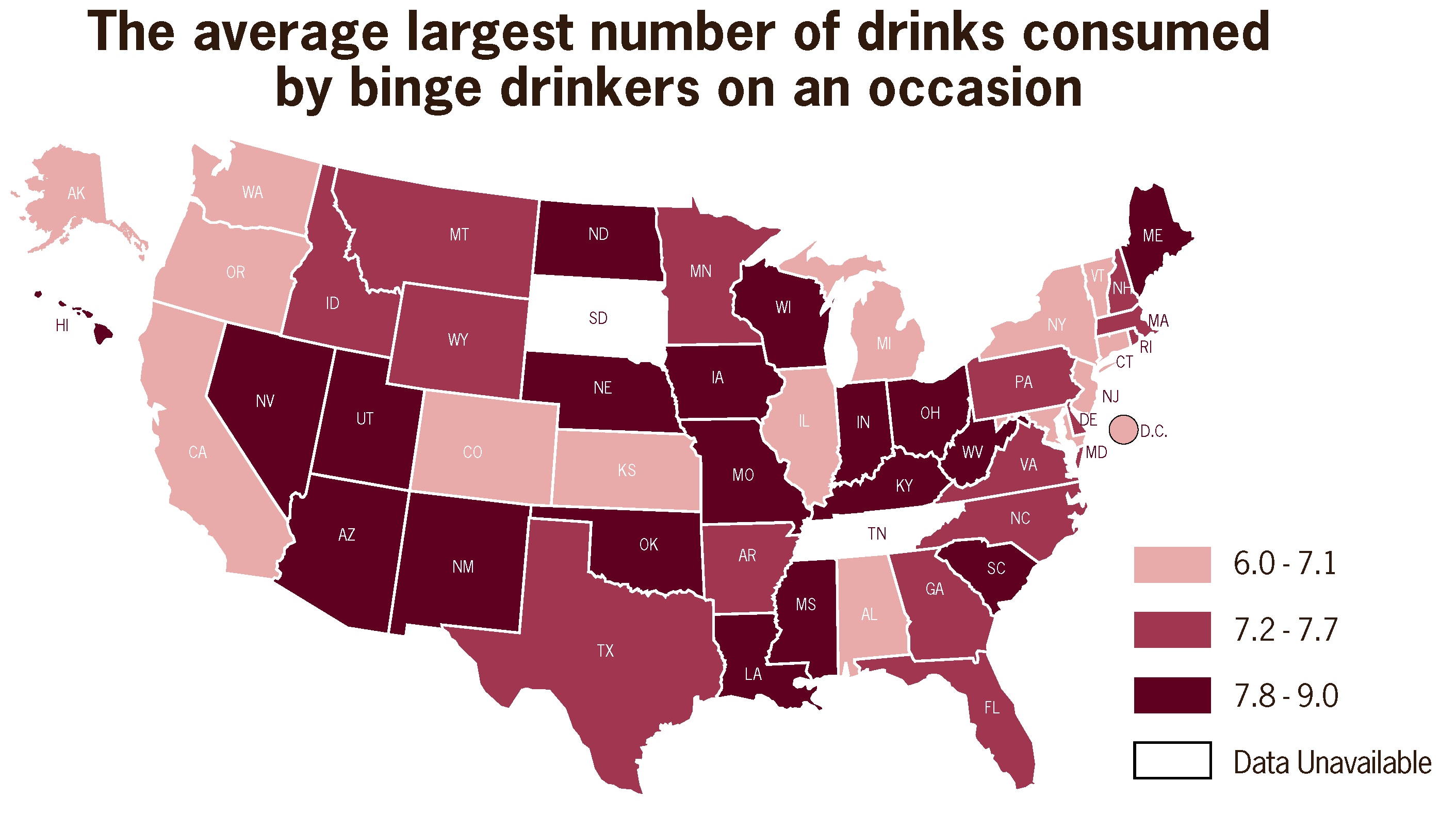
متوسط أكبر عدد من المشروبات التي يستهلكها متعاطي المشروبات الكحولية في مناسبة واحدة في الولايات المتحدة في عام 2010.

على الرغم من أن السن القانوني لشرب الخمر في الولايات لمتحدة يبدأ من 21 عامًا، إلا أن شرب الخمر في الولايات المتحدة لا يزال سائدًا للغاية بين طلاب المدارس الثانوية والكليات. باستخدام التعريف المشهور 5/4 مشروبات لتعريف الشرب بشراهة، وجدت إحدى الدراسات أنه في عام 1999، شارك 44% من طلاب الجامعات الأمريكية (51% ذكور و40% إناث) في هذه الممارسة مرة واحدة على الأقل في الأسبوعين الماضيين.
يمكن للمرء أيضًا أن ينظر في انتشار «شرب الكحول الكثيف» كذلك. وجدت دراسة حديثة على طالبات الجامعات في الفصل الأول في الولايات المتحدة في عام 2003، أنه في حين وجود 41% من الذكور و34% من الإناث «تعرضوا للشرب بشراهة» (باستخدام تعريف 5/4 مشروبات) مرة واحدة على الأقل في الأسبوعين الماضيين، مع وجود 20% من الذكور و8% من الإناث شربوا بكمية تصل إلى ضعف ذلك التعريف (10/8 مشروبات) مرة واحدة على الأقل في نفس الفترة، وأن 8% من الذكور و2% من الإناث شربوا 15/12 مشروب على الأقل في تلك الفترة أيضًا.
يعتبر مصدر القلق الرئيسي للشرب بشراهة في الحرم الجامعي هو الآثار السلبية للكحول على الطلاب. أفادت دراسة أجرتها كلية الصحة العامة بجامعة هارفارد أن الطلاب الذين ينخرطون في شرب الخمر يعرضون لمشاكل عديدة مثل: التخلف عن الصفوف الدراسية، والانخراط في نشاط جنسي غير مخطط له أو غير آمن، أو الوقوع ضحايا للاعتداء الجنسي، والإصابات غير المقصودة، والعديد من الأمراض الجسدية. [24] ] في عام 2008، قدّر الجراح العام الأمريكي أن حوالي 5000 أمريكي ممن تقل أعمارهم عن 21 عامًا يموتون كل عام بسبب إصابات مرتبطة بالكحول تتضمن شرب الخمر دون السن القانونية. وبزيادة معدلات الشرب بشراهة عند النساء؛ يتعرض هؤلاء النساء لخطر متزايد من الآثار السلبية طويلة المدى للكحول.
تتألف الفئة العظمى من الأشخاص الذين يشربون بشراهة بشكل رئيسي من البالغين الصغار الذين تتراوح أعمارهم بين 18 و 29 عامًا، على الرغم من ندرة حدوثه على الإطلاق بين البالغين الأكبر سنًا. فعلى سبيل المثال، وُجد في في عام 2007 أن 42% من الأطفال الذين تتراوح أعمارهم بين 18 و 25 عامًا تعرضوا للشرب بشراهة مرة واحدة على الأقل شهريًا (باستخدام تعريف 5 مشروبات في كل مناسبة لكلا الجنسين)، بينما وًجد أن 20% من الأطفال في سن 16-17 عامًا و19% من الذين تجاوزوا سن 35 فعلوا ذلك يبلغ الحد الأقصى لتلك العادة عند عمر 21 عامًا. يتنوع الانتشار على نطاق واسع حسب المنطقة، حيث توجد أعلى المعدلات في ولايات الإقليم الأوسط الشمالي الغربي.
وجد المسح السنوي لرصد المستقبل في عام 2007 أن 10% من طلاب الصف الثامن و 22% من طلاب الصف العاشر و 26% من طلاب الصف الثاني عشر ذكروا أنهم تناولوا خمسة مشروبات أو أكثر مرة واحدة على الأقل في الأسبوعين الماضيين. ووجد المسح نفسه أيضًا أن الكحول كان يُسهل الحصول عليه إلى حدٍ ما مقارنة بالسجائر للصف الثامن والعاشر، على الرغم من أن الحد الأدنى لسن شراء الكحول هو 21 عامًا في جميع الولايات الخمسين، بينما يبلغ السن القانوني لشراء السجائر 18 عامًا.

### الهنود الحمر والسكان الأصليين
يعتبرالشرب بشراهة نمط شائع بين الأمريكيين الأصليين في كل من كندا والولايات المتحدة. لاحظت أنستازيا شكيلنك، التي أجرت دراسة رصدية للأمة الأولى من شمال غرب أونتاريو في أواخر سبعينيات القرن الماضي عندما أصيبوا بالإحباط بسبب مرض أونتاريو ميناماتا أن الذين معاقري الخمر من الأمريكيين الأصليين قد لا يكونون معتمدين فيزيولوجيًا على الكحول، ولكن يُسيئون استخدامه من خلال الانخراط في الشرب بشراهة، ويترتب على ذلك إهمال الأطفال والعنف والفقر. بعد الشرب بشراهة حيث تنخرط عائلات بأكملها وأصدقاؤها إلى أن يصبحوا فاقدين للوعي ويتم استنفاد أموالهم، يشرعون في أعمالهم دون شرب.